# Benedek Tibor (vízilabdázó)
Benedek Tibor (Budapest, 1972. július 12. – Budapest, 2020. június 18.) háromszoros olimpiai bajnok, Európa- és világbajnok vízilabdázó, 2013 és 2016 között a férfi vízilabda-válogatott szövetségi kapitánya, az International Swimming Hall of Fame vagyis a Hírességek csarnoka magyar tagja a Team Hungary 2000–2008 keretén belül.

## Családja
Édesapja Benedek Miklós (1946–2024), a Nemzet színésze címmel kitüntetett Kossuth- és Jászai Mari-díjas színművész, édesanyja Benedek Éva (Hodgyai Éva), nagyapja Benedek Tibor (1911–1963) színész, testvére Benedek Albert író, fordító.
Kétszer házasodott; mivel külföldi szerződése Olaszországhoz kötötte, 1996-tól itt élt. Itt ismerkedett meg első feleségével a római Federica Salvatorival, akivel 1998. augusztus 3-án házasságot kötött. A házasságból 1999. február 20-án egy leánygyermek született, akit Ginevrának neveztek el. Federicával később megromlott a kapcsolata, így elváltak. 2004-ben költözött vissza Magyarországra és Epres Panni manöken élettársa lett, akivel már 1994-ben megismerkedett, de akkor még nem fordult komolyabbra a kapcsolatuk. Visszatérése után viszont elmélyültek érzelmeik és élettársak lettek, kapcsolatukból két gyermek született. 2007. június 24-én született meg közös kisfiuk, Benedek Mór, 2009 augusztusában pedig kislányuk, Barka. Epres Pannival 8 év együttélés után 2010-ben kötött házasságot. 2014-ben üzleti vállalkozásba fogtak, társtulajdonosai lettek a budapesti Trattoria Gusto étteremnek. 2018-ban feleségével együtt a Magyar Turisztikai Ügynökség téli belföldi kampányarcai voltak a turizmus népszerűsítése érdekében. Jól beszélt angolul és olaszul, hobbija a vitorlázás és az olvasás volt.

## Játékos-pályafutása
Ötéves korában került először kapcsolatba a sporttal, édesanyja vitte el úszni gerincproblémái miatt. Nagyon szorgalmas gyerek volt, szeretett úszni, de a labdajátékokat izgalmasabbnak találta. Édesapja, akinek jó barátja volt az olimpiai bajnok Csapó Gábor, bemutatta gyermekét barátjának, aki elvitte a Császár uszodába, a Csasziba és Kőnigh Györgyre bízta, aki az utánpótlással foglalkozott. Kőnigh remek edző volt és fantáziát látott a fiúban, így 8 éves korában az edző javaslatára bekerült a  Központi Sport Iskolába, rövid nevén a KSI-be, ahol fiatalkori éveinek legnagyobb klubsikereit érte el 1980 és 1989 között. Itt összeismerkedett Varga Zsolttal és együtt jártak az edzésekre. Rendkívül szorgalmasak voltak, edzés után akár még két órán keresztül is gyakoroltak. Tibort a KSI-ből az ÚTE igazolta le, bár mehetett volna más csapatba is, mégis ezt választotta. Középiskolai tanulmányait a II. Rákóczi Ferenc Gimnáziumban végezte, majd sporttevékenysége okán, magántanulóként érettségizett itt. 1989-ben Ifjúsági Európa-bajnok lett, 1990-ben már a felnőttválogatottban játszott eredményesen, 1991-ben pedig a Junior Világbajnokság bronzérmese lett. Ugyanebben az évben a Testnevelési Főiskolán edzői oklevelet szerzett, 1993-tól pedig a Pázmány Péter Katolikus Egyetem Bölcsészettudományi Karának történelem szakos hallgatója lett, ahol 2006-ban vehette át diplomáját.
2010 áprilisában Kemény Dénes szövetségi kapitány felkérte, hogy edzőként segítse a válogatott nyári felkészülését, ezután Kemény Dénes állandó segítőjévé vált. Játékos pályafutásának befejezése után az olasz Serie A-ban szereplő Camogli vezetőedzőjének kérték fel, de ez a lehetőség végül a Pro Recco gazdasági problémái miatt nem valósult meg.  2012-ben Kemény Dénes utolsó válogatott mérkőzésein Benedek irányította a csapatot a kispadról, majd 2013 januárjában kinevezték a férfi válogatott szövetségi kapitányává. Irányításával a csapat 2013-ban világbajnok lett. 2014-ben, Dubajban, ezüstérmet szereztek a vízilabda-világligában és a Budapesten rendezett Európa-bajnokságon is. 2014 augusztusában az Almatiban megrendezett Világligán, csapatával ezüstérmet szerzett. 2016. október 20-án bejelentette, hogy 2016. december 31-ével lemond a szövetségi kapitány posztról. 2020. május 1-jével pedig visszavonult minden vízilabdával kapcsolatos tevékenységtől.

## Sportpályafutása évszámokban

### 1992-ig
Ötéves korában kezdett el úszni, majd néhány év múlva vízilabdázni kezdett a KSI csapatában. Utánpótlás játékosként 1987-ben serdülő, 1988-ban és 1989-ben ifi bajnok lett. A korosztályos válogatottakkal 1989-ben ifjúsági Európa-bajnok, IBV győztes, valamint junior vb ötödik helyezett volt. 1990-ben junior Eb, 1991-ben junior vb harmadik lett. AZ OB I-ben az 1988-89-es bajnokságban mutatkozott be. A szezon végén átigazolt az Újpesti Dózsába.
1990 januárjában Konrád János szövetségi kapitány meghívta a felnőtt válogatott bő keretébe, és februárban a válogatottban is lehetőséghez jutott, márciusban pedig a Dózsával bejutott a Magyar Kupa döntőjébe, de nem sikerült megnyerni azt. Majd sorban három bronzérmet nyert a válogatottal. Nyáron a Seattle-i Jóakarat Játékokon és a Nemzetek Kupáján majd az 1991. januári világbajnokságon versenyzett.
1991-ben újra Magyar Kupa döntőben szerepelhetett. Ezúttal elnyerte a trófeát és két mérkőzésen szerzett 9 góljával a döntő legeredményesebb játékosa lett. A júniusi bajnoki döntőt szintén megnyerte az UTE. Benedeket a finálé legjobb mezőnyjátékosának választották. Ugyanezt a címet nyerte el a válogatott színeiben egy cataniai tornán. Nyáron a válogatottal negyedik lett a barcelonai világ kupán és ötödik az athéni Eb-n.
1992-ben a Magyar Kupában második helyen és a döntő legeredményesebb játékosaként zárt. Júniusban két évvel meghosszabbította újpesti szerződését. A barcelonai olimpián hatodik lett a válogatottal. A gólkirályi címet 21 góllal szerezte meg. Az év végén elnyerte az év vízilabdázója címet.

### 1993–1996
Az 1992–93-as szezonban az UTE bejutott a LEN kupa döntőjébe. A Pro Recco ellen kettős győzelemmel hódította el az UTE a trófeát. Márciusban, a Magyar Kupában, júniusban a bajnoki döntőben diadalmaskodtak. A válogatottal az athéni vk-n második lett, majd az isztambuli Eb-selejtezőn veretlenül jutott ki a kontinens viadalra. A sheffieldi Eb-n a csapattal és a góllövőlistán is második lett. Az esztendő zárásaként ismét a legjobb magyar játékosnak választották. A válogatott pedig elnyerte Az év magyar csapata címet.
1994-ben az UTE a BEK-ben indult. A Mladost Zagreb és a Posillipo Napoli testén keresztül bejutott a döntőbe, ahol a CN Catalunya ellen szerezte meg a címet. A Magyar Kupa döntőjében hosszabbítás után bukott el az UTE a Vasas ellen. Majd ugyancsak hosszabbításban nyerték meg a Migliori Pescara ellenfeleként az európai Szuper kupát. A szezon zárásaként a magyar bajnoki címet gyűjtötték be. A római világbajnokságon a válogatottal ötödik lett. Benedeket az olaszok elleni meccs végén történt pofozkodás miatt egy mérkőzésre eltiltották. Decemberben ismét megkapta az év vízilabdázója címet.
1995-ben ismét BEK-döntőbe jutott az UTE és ismét a Catalunya volt az ellenfél. A trófeát viszont ezúttal a spanyolok nyerték meg. A csapat az OB I.-ben megvédte bajnoki címét. Benedek az Európa-bajnokság előtt több mérkőzést kihagyott betegség és a szövetségi kapitány elképzelései miatt. A bécsi Eb-n a válogatott a döntőig veretlenül menetelt, de ott az olaszok két góllal legyőzték őket. A csapat az atlantai Világ kupában vigasztalódott, melyet megnyert.
A következő évben újra a BEK-döntőbe verekedték magukat az újpestiek, de ott ezúttal a Mladost Zagreb bizonyult a jobbnak. A Magyar Kupa döntőjében pedig a Vasas állította meg őket. Az atlantai olimpián negyedik lett a válogatott. Benedek 19 góllal gólkirály lett. Az ötkarikás játékok után az olasz Racing Romához szerződött. Mivel az újpesti szerződése még nem járt le, felmondta azt, azzal az indokkal, hogy csapata nem teljesítette a benne foglalt feltételeket. A Magyar Vízilabda Szövetség határozata Benedeknek adott igazat és szabadon igazolhatóvá vált.

### 1997–2000
Új csapatával 1997-ben a KEK-döntőig jutott, de azt a görög Vouliagmeni nyerte meg. A válogatottban az athéni világ kupán harmadik helyet a sevillai Eb-n aranyérmet nyert.
1998 a perthi világbajnoksággal kezdődött. A csapat ezúttal második lett. A Róma a KEK-ben indult, ahol a Ferencváros búcsúztatta őket az elődöntőben. Az olasz bajnokságban sem voltak sikeresek. Nem kerültek a döntőbe. A júliusi Unicum-kupán, a hollandok elleni mérkőzésen 250. alkalommal szerepelt a válogatottban.
1999 júniusában az olasz bajnoki döntőbe jutott a Róma. Az utolsó összecsapáson Benedek 4 góljával segítette csapatát a bajnoki címhez.
Augusztusban nyilvánosságra került, hogy az elődöntő során végzett dopping vizsgálat Benedeknél pozitív eredményt hozott. Mintájában kis mennyiségű clostebolt találtak, amely Benedek véleménye szerint gombásodás ellen használt kenőcse útján juthatott a szervezetébe. Szeptember 1-jén, egy nappal a firenzei Eb előtt, az Olasz Olimpiai Bizottság az Olasz Úszó Szövetséghez utalta az ügyet, de a játékos felfüggesztését helybenhagyta. Egy hét múlva az úszó szövetség 8 hónapra eltiltotta Benedeket. November végén a Nemzetközi Úszó Szövetség doppingbizottsága 15 hónapra növelte a büntetést. 2000 januárjában a nemzetközi Sport Döntőbíróság mondta ki a végső szót. Benedek eltiltása 8 hónap lett, amely április 28-án járt le.
Eltiltása után Benedek visszakerült a válogatott keretébe, amely Sydneyben olimpiai aranyérmet nyert. A döntő győzelemből 4 góllal vette ki részét. A decemberi, Zágrábban rendezett Európai Nemzetek Ligája döntőjében szintén első helyezést szerzett a válogatottal. Az év zárásaként a válogatott elnyerte az év csapata díjat, Benedeket pedig beválasztották az évszázad magyar vízilabda-válogatottjába.

### 2001–2004
A 2001-es budapesti Eb-n nem sikerült folytatni a győzelmi sorozatot. A csapat ezúttal harmadik lett. Benedek a jugoszlávok elleni mérkőzésen szerepelt 300. alkalommal a nemzeti csapatban. Majd a fukuokai vb-n 5. helyen végzett a válogatott. Ebben az évben klubcsapatot váltott és az ugyancsak olasz Pro Reccohoz igazolt.
2002-ben a LEN-kupa döntőjébe jutott a Recco, de a Brescia összesítésben 2 góllal jobbnak bizonyult. A csapat a bajnokságban első helyen végzett. A nyár folyamán a válogatottal kiharcolta a Világliga döntőjébe jutást. A döntőben a csapat kivívta, hogy az aranyéremért játszhasson, de a FINA komolytalan játékra hivatkozva a magyar-orosz mérkőzés végeredményét megsemmisítette és mindkét csapatot vesztesnek nyilvánította. A válogatott így a bronzéremért játszhatott és meg is szerezte azt. A világligát követő Világ kupán a csapat egy helyet javítva ezüstérmes lett. Az év végén negyedik alkalommal lett Benedek az esztendő legjobb magyar játékosa.
2003-ban a Recco bejutott a BL négyes döntőjébe, ahol a Mladost Zagreb, majd a Domino-BHSE legyőzésével szerezték meg a trófeát. Az olasz bajnokság döntőjében elbuktak a Leonessa Brescia ellenében. A válogatottal az Eb-n 3., a vb-n és a világligában első helyet szerzett.
2004 februárjában bejelentette, hogy hazatér Olaszországból és a hároméves szerződést kötött a Domino-BHSE csapatával. Az olasz klubcsapatok nem indultak el az európai kupákban. Olaszországtól kupa elsőséggel és bajnoki ezüsttel búcsúzott. Május végén a magyar olimpikonok nevében Nagy Tímeával együtt tették le a sportolók fogadalmát. A válogatott a Világliga Long Beach-i döntőjében, majd az athéni olimpián megvédte címét.
Új csapatával októberben harmadik helyezett lett a Magyar Kupában, novemberben pedig megnyerte az európai Szuper kupát. Kósz Zoltán válogatottbeli visszavonulása után megválasztották a magyar válogatott csapatkapitányának

### 2005–2008
2005-ben a Honvéd megnyerte az OB I alapszakaszát és döntőjét. A csapat bejutott a BL döntőjébe is, de ott egy góllal kikapott a Posillipotól. 2005 májusában szívritmuszavarai miatt lemondta a válogatottságot. Az orvosi vizsgálatok pitvarfibrillációt állapítottak meg nála, emiatt többször kezelték a Városmajori Szív- és Érgyógyászati Klinikán. Októberben a BHSE megnyerte a magyar Szuperkupát.
A következő évben a Dominó megnyerte a magyar bajnokságot és a kupát. A BL-ben a negyeddöntőig jutott. 2006-ban részt vett a Szabadság, szerelem című filmben, a színészek vízilabdás felkészítésének irányítójaként. 2006 nyarán a máltai Sliema ASC csapatában játszott.
2007 februárjában jelezte, egészségi állapota újra lehetővé teszi, hogy a válogatott rendelkezésére álljon. Kemény Dénes szövetségi kapitány beválogatta a vb-n szereplő csapatába. A csapatkapitány posztról Kásás Tamás lemondott Benedek javára. A válogatottal ezüstérmet szerzett a világbajnokságon. Ebben az évben szerepelt 400. alkalommal a válogatottban. Az Euroliga selejtezőből csoportelsőként jutott tovább a Honvéddal, de a csapat elbukott a negyeddöntőben. A bajnokságban másodikként zártak.
Júniusban bejelentette, hogy két évre a Pro Reccóhoz visszaigazol. Csapatával novemberben megnyerte az Európai Szuperkupát.
2008 májusában a Pro Recco színeiben elhódította az Euroligát, majd az olasz bajnoki címet.
A válogatott játékosaként Eb bronzérmet és harmadszor is olimpiai első helyezést szerzett. Az olimpiai győzelem után visszavonult a válogatott szerepléstől. A válogatott ismét elnyerte az év csapat címet.

### 2009–2012
A 2008–2009-es szezontól szigorították az olasz idegenlégiós szabályokat. Így Benedeknek nem jutott hely a bajnoki keretben, csak az olasz kupában és az Euroligában szerepelhetett. Az Európai elitligában a Recco a döntőig jutott, de ott vereséget szenvedett a Primorac Kotortól. 2009-ben ismét kiújultak szívpanaszai, de ennek ellenére a következő évadban Benedek már játszhatott a bajnokikon és a Pro Recco elnyerte az olasz kupát, az Euroligát és az olasz bajnokságot.
A balkezes, háromszoros olimpiai bajnok sportoló 39 évesen, 2012. május 23-án bejelentette visszavonulását.

## Szövetségi kapitányként
2013. január 10-től 2016. december 31-ig töltötte be a férfi vízilabda válogatott szövetségi kapitányi posztját. A 2013-as férfi vízilabda-világbajnokságon Barcelonában győzelemre vezette csapatát. A hazai rendezésű Európa-bajnokságon irányításával a csapat ezüstérmet szerzett. A 2015-ös férfi vízilabda-világbajnokság nem sikerült a magyar együttes számára, Olaszország ellen kikapott a legjobb négy közé jutásért és végül a hatodik helyen végzett. A belgrádi EB-n a magyar válogatott bronzérmet szerezve a dobogó harmadik fokára állhatott fel. 
A csapat teljesítménye a riói olimpián elmaradt az Európa-bajnokságon nyújtottól, kikapott Montenegrótól a negyeddöntőben, és végül az ötödik helyen zárta a tornát.
Benedek Tibor 2016. október 20-án bejelentette, hogy az év végén távozik a nemzeti csapat éléről.
Kapitánysága ideje alatt felelős módon törődött játékosaival. Saját betegségéből kiindulva, ő maga és játékosai is rendszeresen részt vettek a Semmelweis Egyetem felmérésein, az orvosok figyelemmel kísérték szívműködésüket.

## 2017–2020
2016 októberétől a Magyar Vízilabda Szövetség elnökségi tagjává választották, valamint az UVSE Vízilabda Sportegyesület szakmai igazgatói posztját is megkapta, melyet 2017. január 1. és 2020. április 30. között töltött be. Ezen időszak alatt megújította a csapat utánpótlás rendszerét. A 2018–19-es idénytől a csapat vezetőedzőjeként is tevékenykedett.
2017 augusztusában játékosként tornán utoljára ugrott medencébe. A budapesti masters világbajnokságon a 40+ korcsoportban, a korábbi válogatott csapattársaiból álló csapattal, a Millenniummal világbajnoki aranyérmet szerzett.  
2019. januártól az Utánpótlás Bizottság társelnöke volt. 2020. február 21-én, a Szövetség elnökségi ülésén hozták nyilvánosságra, hogy Székely Bulcsú váltotta az Utánpótlás Bizottság élén, amelynek azonban a tagja maradt. 
2020. május 1-jével visszavonult minden vízilabdával kapcsolatos tevékenységtől.

## Betegsége
Barátai szerint 2018-ban tudta meg, hogy súlyos beteg. Mindvégig harcolt azért, hogy életben maradjon és felgyógyuljon. Küzdelme 2 éven át  tartott és ezalatt nagyon lefogyott, de szinte az utolsó pillanatig dolgozott, tanított. 2020. május 1-jével azonban lemondott minden vízilabdával kapcsolatos tevékenységéről, ekkor már  nagyon beteg volt. Életének utolsó napjait az intenzív osztályon töltötte. Hosszan tartó, súlyos betegség következtében hunyt el 2020. június 18-án, alig egy hónappal a 48. születésnapja előtt  Budapesten a Korányi Sándor utcai kórházban. 
Az Emberi Erőforrások Minisztériuma, a Magyar Olimpiai Bizottság és Budapest Főváros saját halottjának tekintette. Temetése kívánsága szerint szűk családi körben történt.

## Emlékezete
- 2020 június 18-án a Hajós Alfréd Nemzeti Sportuszodánál, Egerben a Bitskey Aladár Uszodánál,[57] valamint Szegeden a Városi Sportcsarnok előtt,[58] 20-án Miskolcon,[59] június 21-én Olaszországban, Recco városában, 22-én pedig Debrecenben[60] gyújtottak gyertyákat a tiszteletére.[61][62] 2020. július 24-én az UVSE bejelentette, hogy címerében is megemlékezik az elhunyt sportolóról, akinek monogramja és a végtelent szimbolizálva fektetett nyolcas sapkaszáma megjelenik a klub logójában.[63]

- 2020 decemberében a total-waterpolo.com szakportál szavazásán az azt megelőző húsz év legjobb vízilabdázójának választották.[64]

- 2021 júniusában avatták az emléktábláját, és a róla elnevezett sétányt az olaszországi Reccóban.[65][66]

- 2025 óta nevét viseli a 631626 Benedektibor kisbolygó.[67]

## Lex Benedek
Lex Benedek néven híresült el az a törvényjavaslat, amelyet három fideszes képviselő nyújtott be az Országgyűlés elé, miszerint az olimpiai érmes után járó özvegyi járadék teljes összegét megkaphassa a kiskorú gyermeket nevelő özvegy. A Bánki Erik, Szabó Tünde és Kocsis Máté fideszes képviselők által jegyzett módosító javaslat a sportról szóló 2004. évi I. törvény korábban hatályos szabálya szerinti 50 százalékos özvegyi járadékot növeli a teljes összegre kiskorú gyermeket nevelő özvegy esetén, és tíz évről öt évre csökkenti a jogosultsághoz szükséges együttélés időtartamát.
A törvényjavaslatot 2020. július 3-án az Országgyűlés elfogadta.

## Eredményei

### Játékosként
Válogatott:
- Olimpiai bajnok (3×): 2000, 2004, 2008
- Világbajnok (1×): 2003
  - Világbajnoki 2. (2×): 1998, 2007
  - Világbajnoki 3. (1×): 1991
- Európa bajnok (1×): 1997
  - Európa bajnoki 2. (2×): 1993, 1995
  - Európa bajnoki 3. (3×): 2001, 2003, 2008
- Világliga győztes (2×): 2003, 2004
  - Világliga 2. (1×): 2007
  - Világliga 3. (2×): 2002
- Világkupa győztes (1×): 1995
  - Világkupa 2. (2×): 1993, 2002
  - Világkupa 3. (1×): 1997
- Junior világbajnoki 3. (1×): 1991
- Junior Európa-bajnoki 3. (1×): 1990
- Ifjúsági Európa-bajnok (1×): 1989

Klub:
- Újpesti TE
  - Bajnok (4×): 1991, 1993, 1994, 1995
  - Magyar kupagyőztes (2×): 1991, 1993
  - Bajnokok ligája győztes (1×): 1994
  - LEN kupa győztes (1×): 1993
  - LEN-szuperkupa (1×): 1994
- AS Roma:
  - Seria A bajnok (1×): 1999
- Pro Recco:
  - Seria A bajnok (6×): 2002, 2008, 2009, 2010, 2011, 2012
  - olasz kupagyőztes (5×): 2007, 2008, 2009, 2010, 2011
  - Bajnokok ligája (4×): 2007, 2008, 2010, 2012
  - LEN-szuperkupa (4×):  2007, 2008, 2010, 2012
  - Adria-liga győztes (1x): 2012
- Budapesti Honvéd SE:
  - Bajnok (2×): 2005, 2006
  - Magyar kupagyőztes (1×): 2006
  - Szuperkupa győztes (1×): 2005

### Edzőként
- Magyar válogatott (2013-2016):
  - Világbajnok (1×): 2013
  - Európa bajnoki 2. (1×): 2014
  - Európa bajnoki 3. (1×): 2016
  - Világliga 2. (2×): 2013, 2014
  - Világkupa 2. (1×): 2014

## Edzői
- Kőnigh György, Pék Gyula, Dömötör Zoltán, Görgényi István, Kovács István, Dino Castelucci, Giuseppe Porzio,  Konrád János, Horkai György, Kemény Dénes

## Díjai, elismerései
- Kiváló ifjúsági sportoló (1991)
- Az év magyar vízilabdázója (1992, 1993, 1994, 2002)
- A Magyar Köztársasági Érdemrend tisztikeresztje (2000)
- A Magyar Köztársasági Érdemrend középkeresztje (2004)
- A Magyar Köztársasági Érdemrend középkeresztje a csillaggal (2008)
- Budapest díszpolgára (2008)[70]
- Erzsébetváros díszpolgára (2011)
- Az év magyar szövetségi kapitánya (2013)[71][72]
- Az úszósportok Hírességek csarnoka tagja (2015)[73]
- Recco díszpolgára[74]
- 2000–2020 legjobb vízilabdázója (A total-waterpolo.com szavazása) [75]

## Róla írták
- Bánhidy András–Paján Viktor: Sportalkímia – Ismerd meg a győztesek titkát – A bajnokok bevált módszerei a mindennapok sikeréért., Sportalkímia Kft. 2011.